# Militaria

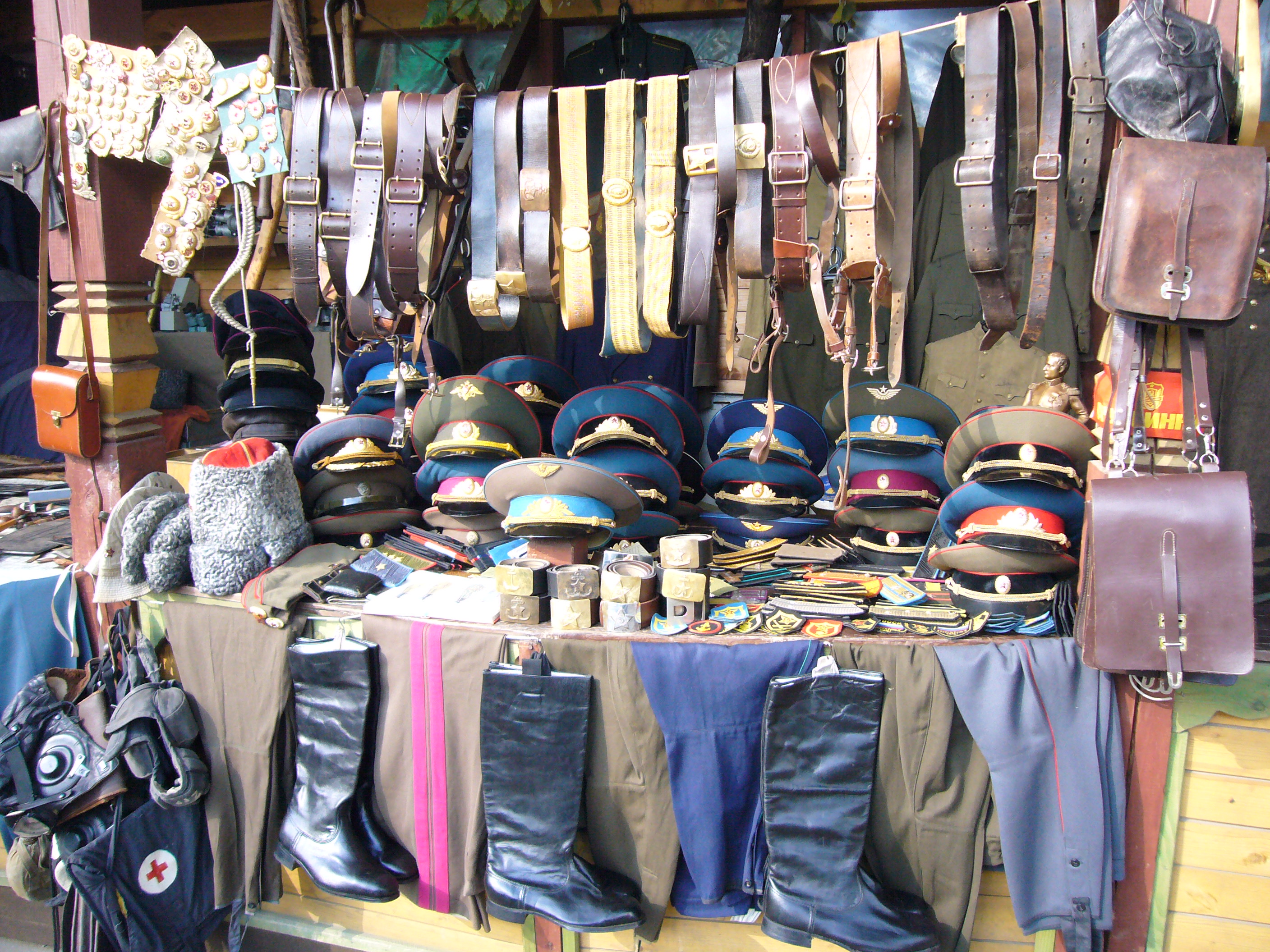
Objetos militares que se suelen coleccionar.

El término militaria se refiere a objetos militares (Véase militar), Militaria es una afición que consiste en agrupar y organizar todo artículo relacionado con objetos militares y policiales del pasado o el presente, por su importancia histórica. Un nombre alternativo, utilizado por algunas personas para la militaria es «antigüedades militares» o «coleccionismo de antigüedades militares».
Ed Hicks, un comerciante de antigüedades militares y reconocido coleccionista de militaria especializado en espadas, armaduras samurái y obras de arte japonesas, así como de objetos de las Fuerzas Especiales de los Estados Unidos llegó a decir que “coleccionar es básicamente cíclico. Cada colección comienza con un objeto. Después, con la segunda adquisición, "nace" una colección. Los coleccionistas exitosos buscan constantemente mejorar sus colecciones a través de un estudio progresivo y serio, adquisición y dispersión de objetos menores. Con suerte, su curva de aprendizaje se acorta a medida que pierden dinero.”
Xavier Andreu Prat, coleccionista y propietario de una tienda de militaria en Barcelona afirma: "El coleccionismo militar es asequible para todos los bolsillos desde personas que coleccionan insignias hasta aquel que busca un sable del Primer Imperio".

### Tipos de coleccionables

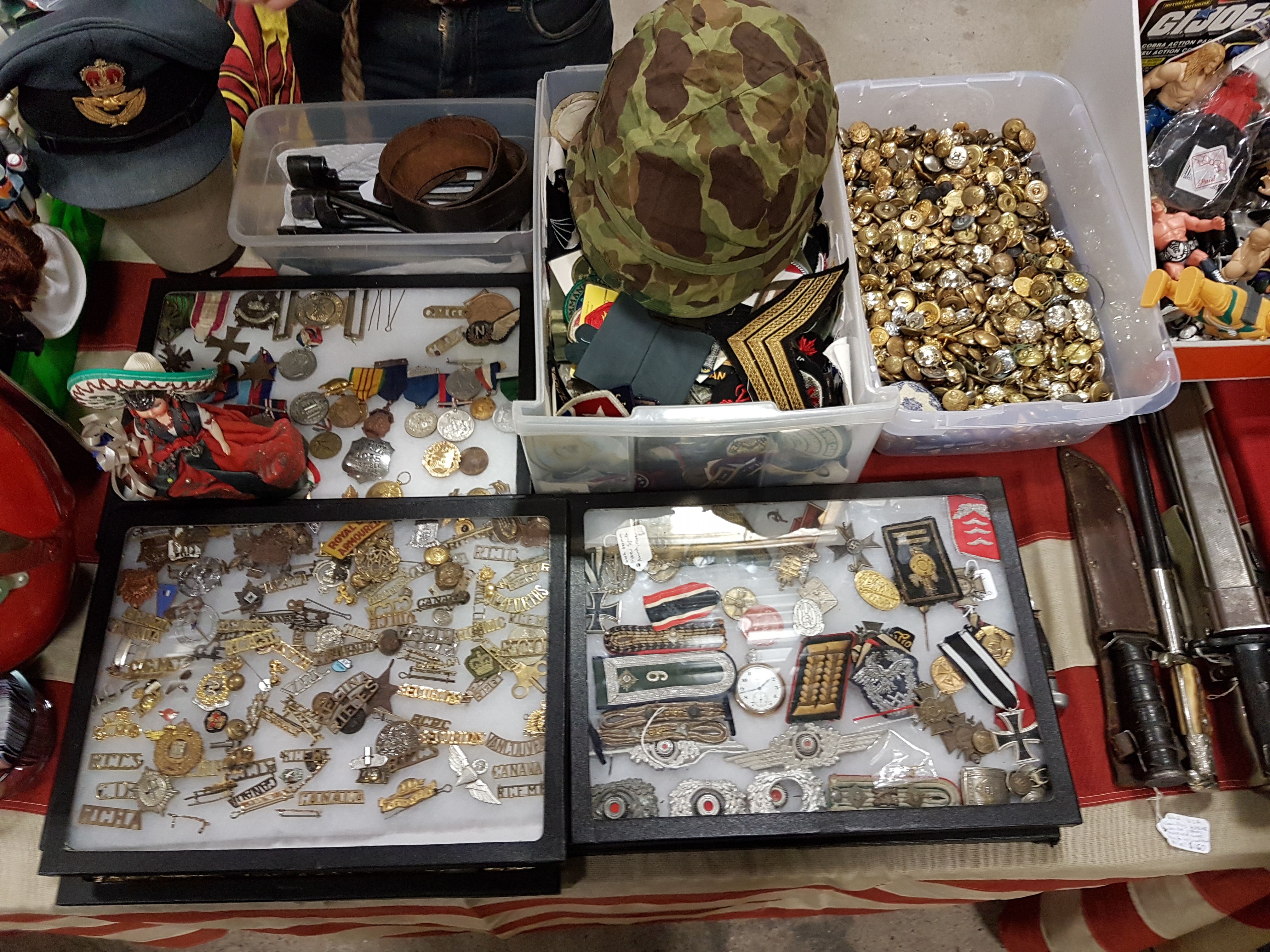
Artículos de Militaria.

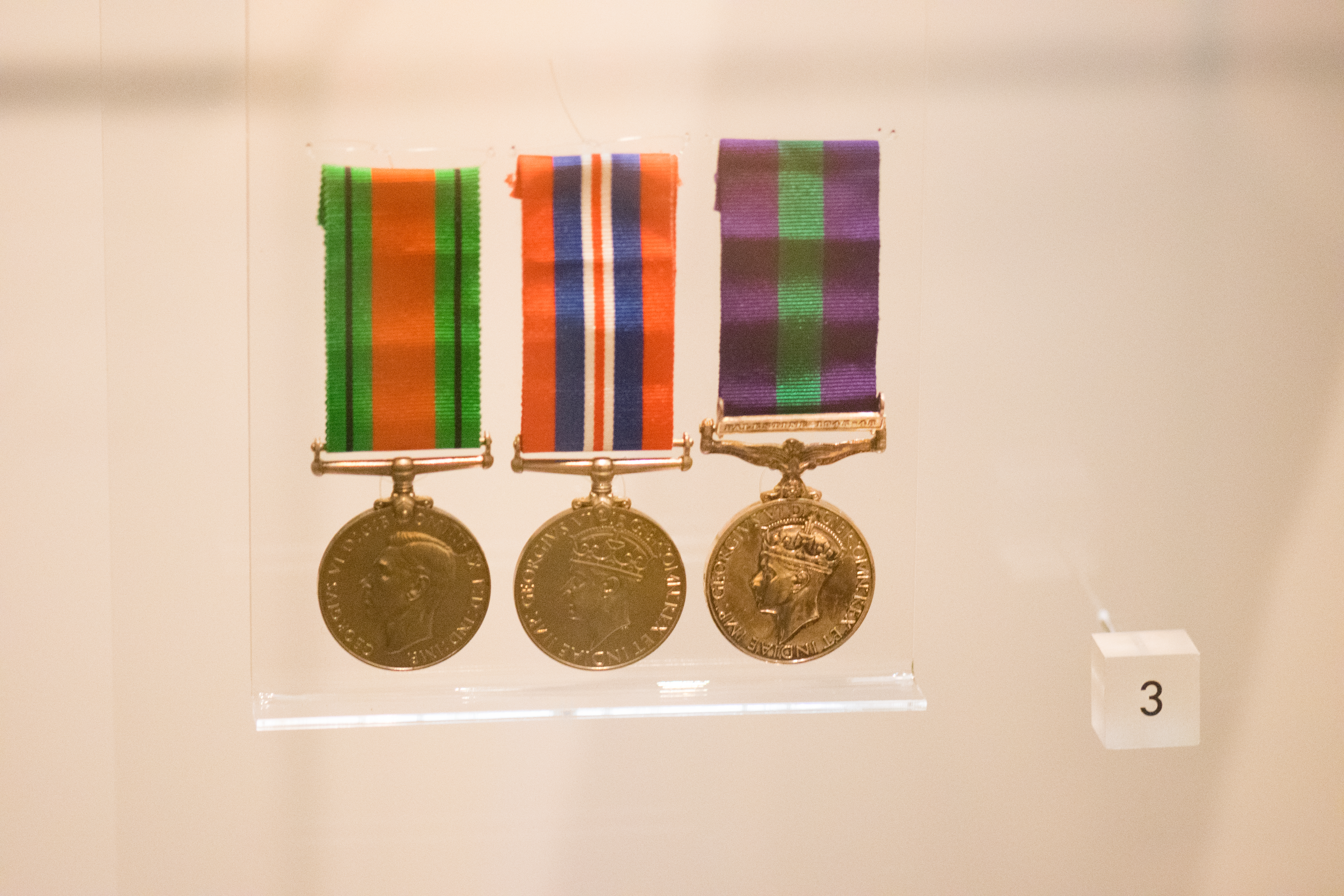
Medallas británicas de la Primera Guerra Mundial.

La mayoría de los coleccionistas son amantes de la historia, entre los objetos más coleccionados se encuentran:
- Condecoraciones y medallas
- Banderas y estandartes (Véase también Trofeo de guerra)
- armas de fuego
- armas blancas
- uniformes
- cascos
- medallas
- cartuchos de munición
- Equipos de combate
- Equipo de campaña
- Documentos (cartas, planos, autógrafos)
- Fotografías
- Litografías
- Libros
- Cromos
- Cuadros
- Miniaturas (Soldados de plomo, Soldados de plástico, Aviones, Tanques, Buques, dioramas, maquetas)
- Parches
- Monedas y billetes (de tiempos de guerra)
- Insignias
- Otros artículos militares (botones, hebillas, cinturones, entre otros.)

### Literatura Militaria
Los libros especializados en coleccionismo militar son una referencia obligada, todo coleccionista debe buscar los mejores libros sobre las piezas que colecciona, el mercado y las posibilidades son muy amplias, existiendo librerías especializadas en libros de temática Militar, coleccionismo, banderas, armas,uniformes, condecoraciones, etc.
El historiador Henning Pieper acuñó el término 'literatura militaria' para describir la "enorme variedad de obras no académicas que pueden resumirse como pertenecientes al género de la 'literatura militaria'" que en su opinión proporcionan una visión altamente selectiva del esfuerzo bélico alemán durante la Segunda Guerra Mundial. Incluye libros de Christopher Ailsby, Herbert Walther y Tim Ripley en este grupo.
Entre la literatura Militaria también se encuentran los libros y enciclopedias de temática militar, biografías de militares destacados, guías de condecoraciones y uniformes de todas las épocas, útiles para los nuevos aficionados a la historia militar que empiezan a coleccionar.

### La fotografía en la Militaría

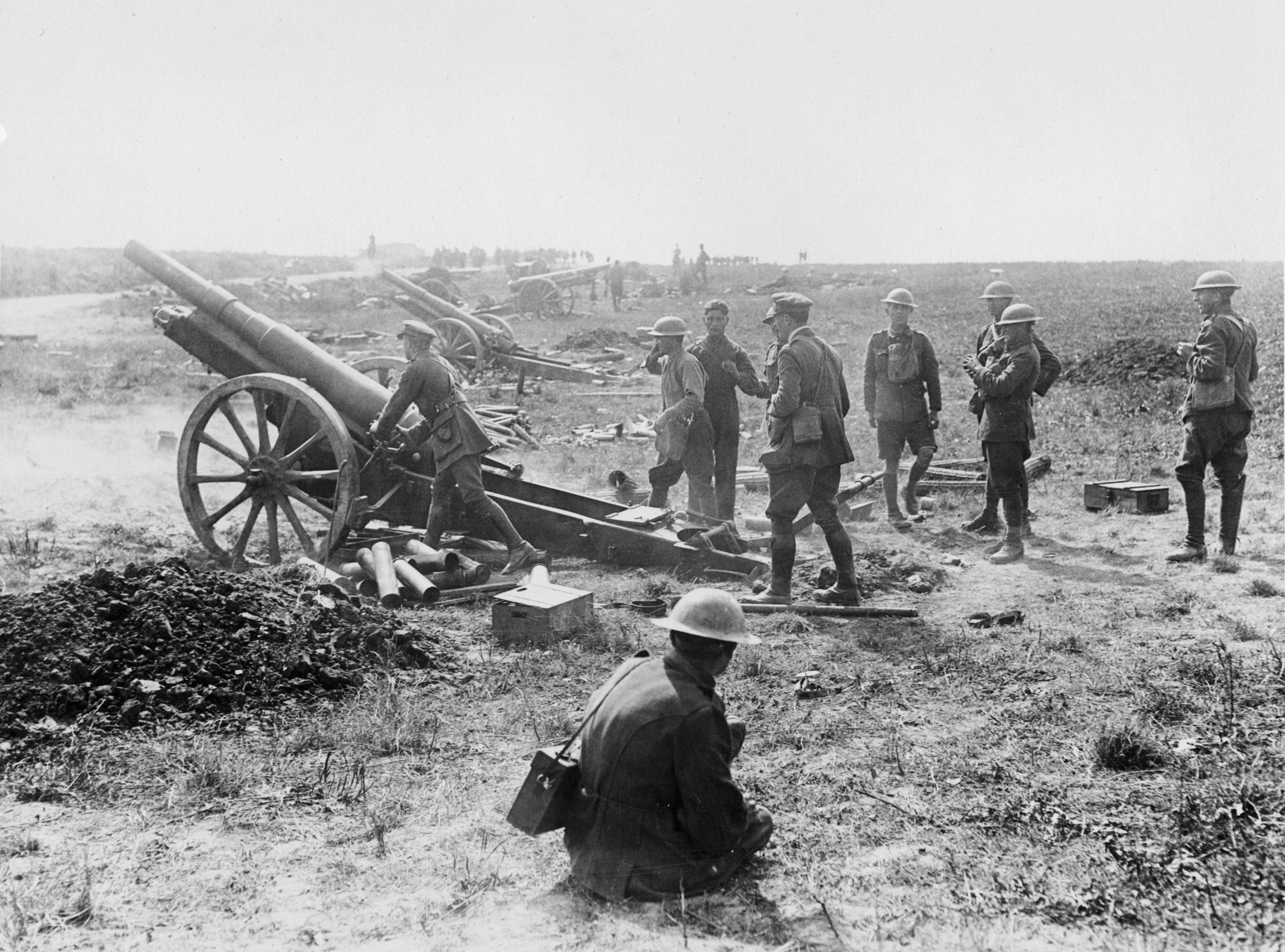
Fotografía de la Primera Guerra Mundial.

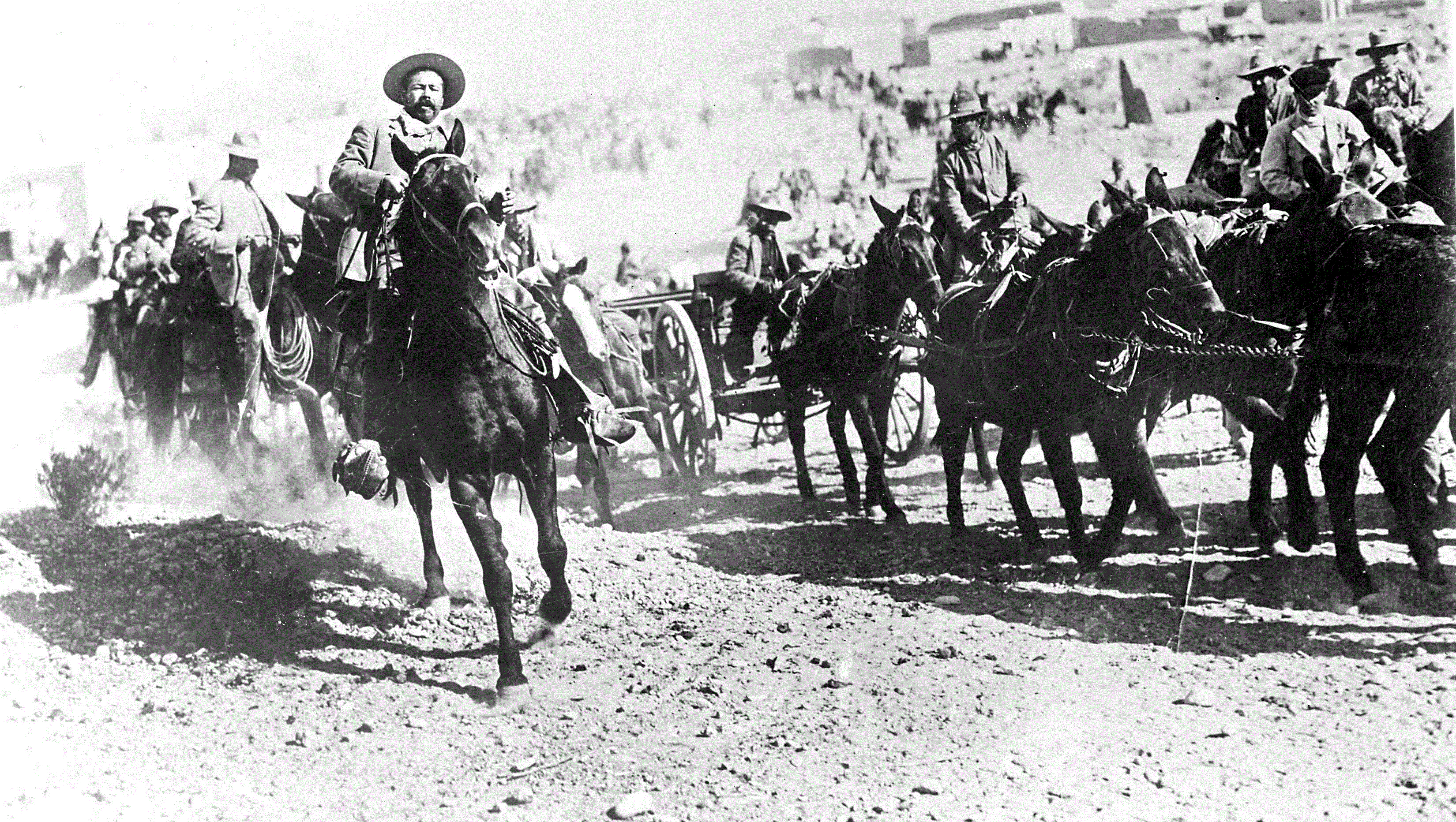
Pancho Villa Fotografía de la Revolución Mexicana.

Durante las últimas décadas el coleccionar fotografías militares antiguas (Véase también Fotografía de guerra) se ha convertido en una de las variantes más populares e interesantes dentro del coleccionismo de militaria, álbumes fotográficos de soldados y escenas de batalla son muy apreciados, tanto que debido a la época de algunos de estos álbumes se han convertido en un verdadero tesoro para los coleccionistas. Algunas de las fotos más populares son las de la revolución mexicana, Primera Guerra Mundial, Segunda Guerra Mundial, entre otras.

### Restricciones

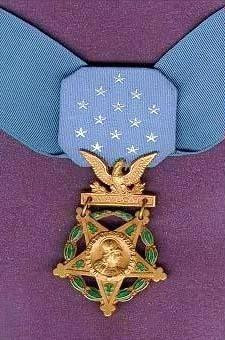
Medalla de Honor de los Estados Unidos de América.

El ámbito de los objetos coleccionables (originales y réplicas) debe respetar las normativas de cada país, aplicando en particular normativas sobre tenencia de armas o de munición, y con algunas restricciones sobre militaria alemana, como en Alemania por ejemplo.
La venta de memorabilia nazi está estrictamente prohibida en algunas partes de Europa. En Francia, el sitio del portal de Internet Yahoo! fue demandado en el caso LICRA v. Yahoo! (2000) de la Unión de Estudiantes Judíos (Union of Jewish Students) y la Liga Internacional contra el Racismo y el Antisemitismo (International League against Racism and Anti-Semitism) por "justificar crímenes de guerra y crímenes de lesa humanidad" al permitir que tales recuerdos se vendan a través de sus páginas de subastas. La respuesta de Yahoo! fue prohibir la venta de recuerdos nazis a través de su sitio web.
Temiendo litigios similares, el sitio web de subastas eBay promulgó nuevas directrices con respecto a la venta de memorabilia nazis en 2003. Las políticas de eBay prohíben artículos relacionados con la propaganda nazi, artículos hechos después de 1933 que contienen una esvástica, artículos de reproducción nazi como uniformes y todos los productos relacionados con el Holocausto. No se prohíben recuerdos como monedas, sellos o literatura de época impresa, como revistas, libros o panfletos.
En los Estados Unidos la compraventa de medallas y condecoraciones está permitida, excepto la “Medalla de Honor” cuya venta es ilegal en territorio estadounidense debido a que es considerada la más alta condecoración militar en los Estados Unidos.

### Controversias

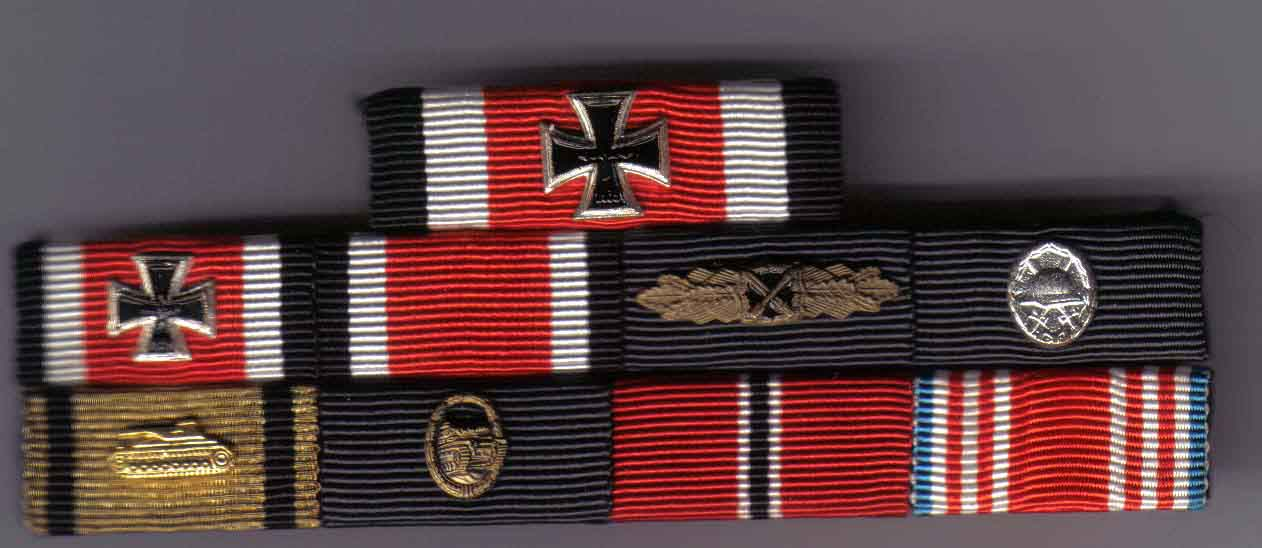
Objetos militares alemanes.

Han ocurrido casos de coleccionistas y expositores de militaria que fueron acusados de hacer apología al tercer reich por el simple hecho de coleccionar o vender militaria histórica alemana de la Segunda Guerra Mundial, pero la mayoría son personas que no pretenden hacer apología de ninguna ideología política, solo se dedican a vender y preservar objetos con fines de coleccionismo e investigación histórica.
Alfonso Ruiz de Castro, organizador de la feria española de militaria “No solo militaria” llegó a decir en el 2013: “No se hace ningún tipo de apología política, queremos reivindicar la historia de cualquiera de los bandos contendientes”
A pesar de que todo lo dejaba claro, la feria no pudo escapar de controversias ya que en el 2017 hubo una polémica entre el ayuntamiento de Madrid y la feria No Solo Militaria que fue denunciada por “edulcorar o trivializar la idea del genocidio mediante libros que se vendían en varios de los stands”, según la Policía Municipal de Carmena. Según El Mundo, en esta feria se vendían libros que promovían la discriminación racial y la xenofobia, y la acusan de los delitos de odio al promotor del evento por no controlar los artículos a la venta. Los agentes de la Policía Municipal también han expedientado a los promotores en aplicación de la Ley de Espectáculos Públicos y Actividades Recreativas (LEPAR) de la Comunidad de Madrid, que prohíbe los actos en los que se promueva el racismo y la xenofobia, pudiendo recibir una multa de hasta sesentamil euros a los organizadores de esta feria militar Ruiz de Castro, organizador de la feria habló sobre el caso: “Bueno, pues ellos decían que nosotros estábamos haciendo apología, entonces digo ¿pero apología de qué? ¿De qué régimen? Porque claro ellos solo ven el lado alemán por ejemplo, pero yo les enseñaba que había la hoz y el martillo del ejército rojo, un grupo de reconstrucción histórica, pero eso no les molesta…”.

### Preferencias

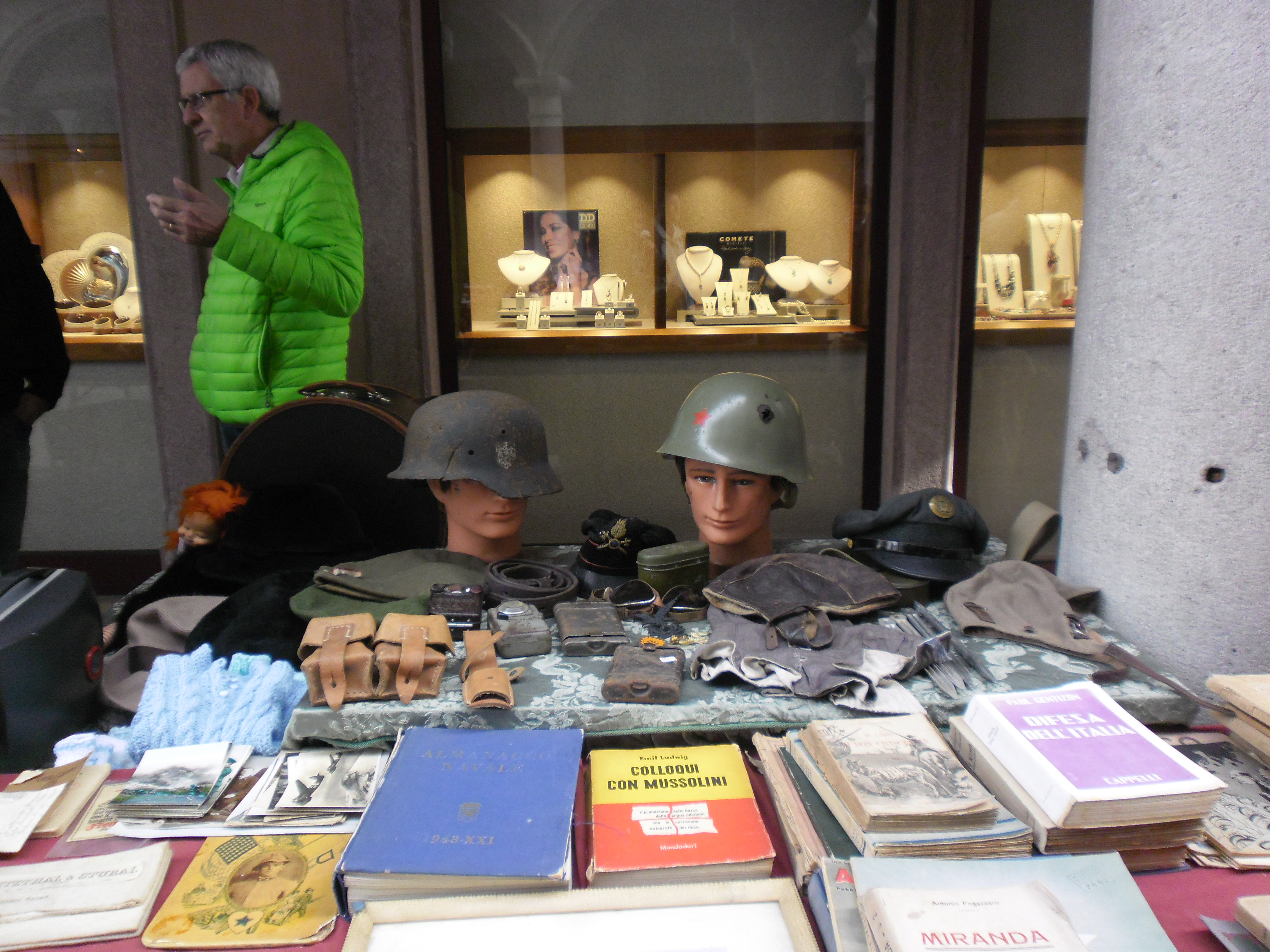
Puesto de Militaria en un mercado de Gemona.

Hoy en día, la adquisición de militaria es una afición establecida entre muchos grupos de personas sin una ideología o pensamientos comunes; solamente comparten el interés por los objetos militares históricos. Muchas familias europeas, especialmente las familias reales con tradición castrense, tienen grandes colecciones de objetos militares que pasan de generación en generación. Asimismo, muchas personas hoy en día adquieren militaria para fines lucrativos.
Debido a la gran cantidad de objetos que pueden ser considerados como 'militaria', la mayoría de los coleccionistas centrarán su colección en una época determinada, como una guerra o una batalla específica, o el uniforme de un ejército en particular.
El enfoque puede ser más especializado: muchos coleccionistas pueden estar interesados únicamente en un objeto en concreto, buscando reunir todas la variaciones posibles (modelos, años de fabricación o fabricante). Los coleccionistas de militaria tienen en general un período favorito en el cual se especializan como por ejemplo:
- Guerras Napoleónicas (1803-1815)
- Guerra Mexicano-estadounidense (1846-1848)
- Guerra civil estadounidense (1861-1865)
- Guerras Apaches (1861-1886)
- Guerra Franco-prusiana (1870-1871)
- Guerra Hispano-estadounidense (1898)
- Revolución Mexicana (1910-1920)
- Primera Guerra Mundial (1914-1918)
- Guerra civil española (1936-1939)
- Segunda Guerra Mundial (1939-1945)
- Guerra de Corea (1950-1953)
- Guerra de Vietnam (1961-1975)
- Tormenta del Desierto (1990-1991)

Al final de la Segunda Guerra Mundial hubo un boom del coleccionismo de objetos militares de dicha contienda, al mismo tiempo comenzó la fabricación de réplicas de esos mismos artículos, sobre todo las condecoraciones alemanas. Debido al alto valor de muchas de estas piezas, surgieron falsificadores que vendían reproducciones haciéndolas pasar por auténticas. La calidad de las reproducciones mejoró con el paso de los años y debido a la gran cantidad de artículos falsos y reproducciones en el mercado de coleccionismo de militaria causó que muchos coleccionistas abandonaran el coleccionismo por temor de ser estafados, por eso la investigación documental es esencial para determinar la autenticidad y valor de un objeto. Las reproducciones son muy comunes y si se venden como tales no representa ningún problema para el coleccionista, excepto cuando se hacen pasar por piezas originales. Actualmente hay mucha información disponible en libros y sitios web especializados para aprender más sobre piezas originales y réplicas.

### Ferias de coleccionismo militar y exposiciones

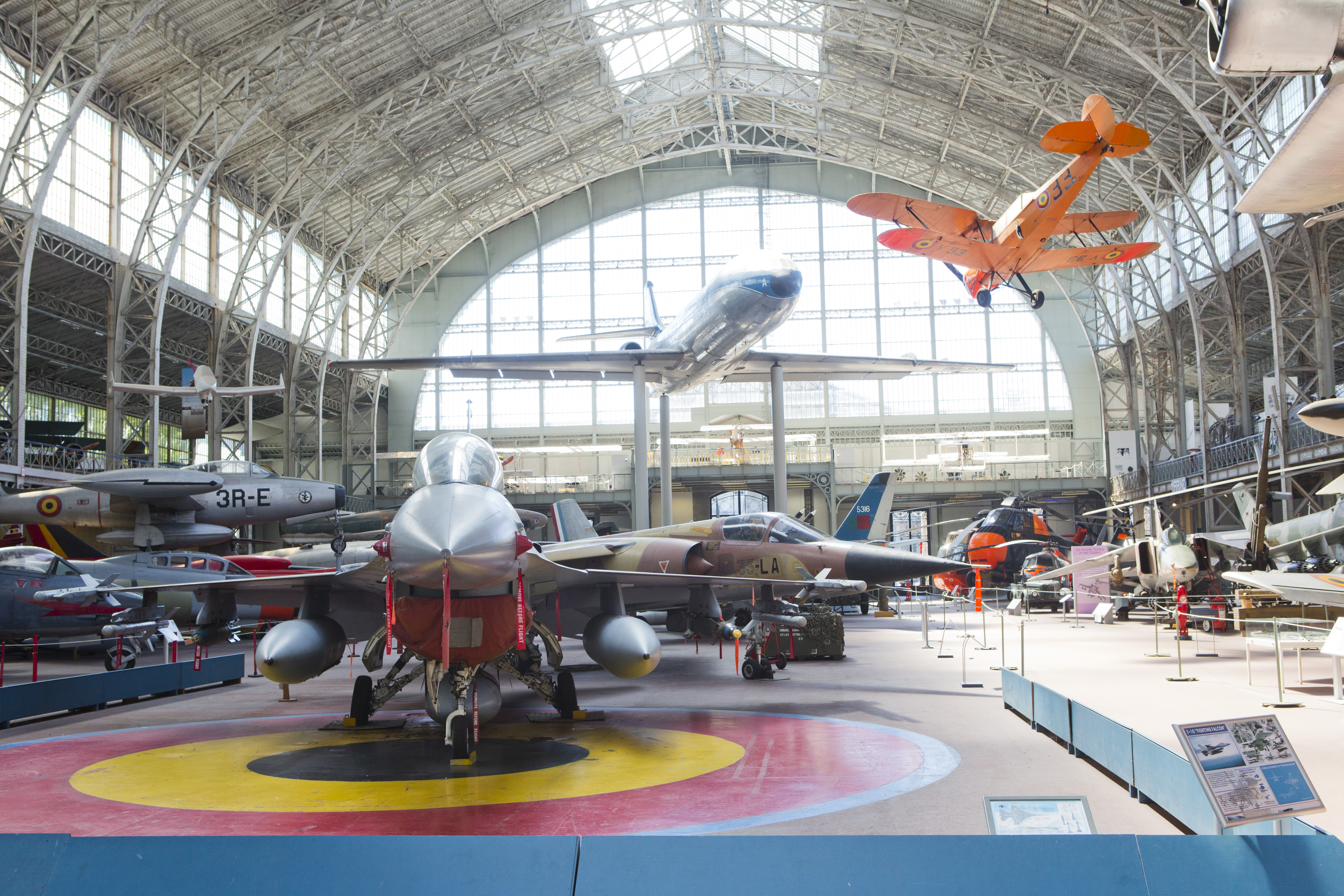
Exposición militar en un museo.

La mayoría de las ferias de coleccionismo militar tiene lugar en Europa (Francia, Alemania, Suiza, Bélgica y España), en Bélgica se celebra la feria "Ciney Militaria Expo". En Madrid (España) cada seis meses se organiza la feria de coleccionismo militar "No solo Militaria" donde reúne a varios aficionados al coleccionismo de militaria para exponer sus colecciones, hacer recreaciones de batallas, comprar, vender e intercambiar artículos militares.
En Francia hay tanta tradición de este tipo de eventos que algunas de estas ferias cuentan con casi 3 décadas de historia. Una de las más populares es la llamada "Armelie", realizada en Amelia les Bains. Gracias a la legislación vigente en Francia en torno al mundo de las armas de colección y antiguas, los entusiastas de la militaria pueden disfrutar de unos eventos denominados "Bourses d´armes anciennes", unas ferias de armas antiguas, de colección y militaria, que se realizan a lo largo y ancho de toda Francia en campos deportivos y recintos feriales, durante un fin de semana.
En los Estados Unidos se realizan varias exposiciones (en Texas se realiza la “Texas Militaria Expo”), en Latinoamérica no hay ferias que reúnan a los entusiastas de la militaría ni existe la tradición de coleccionar artículos militares, salvo un pequeño grupo reducido de coleccionistas que se mantienen en el anonimato o simplemente comparten parte de sus colecciones en las redes sociales (Facebook, Youtube), blogs y foros especializados de Internet donde se formaban "clubes de coleccionistas" para exhibir y platicar sobre sus colecciones.